# Eiserne Hand (Linz)
Der Edelsitz Eiserne Hand ist um 1598 an der Burgfriedgrenze zu Linz erbaut worden. In neuerer Zeit wurde er zu einem Kino bzw. nun zu einem Gasthaus umgestaltet (Eisenhandstraße 43).

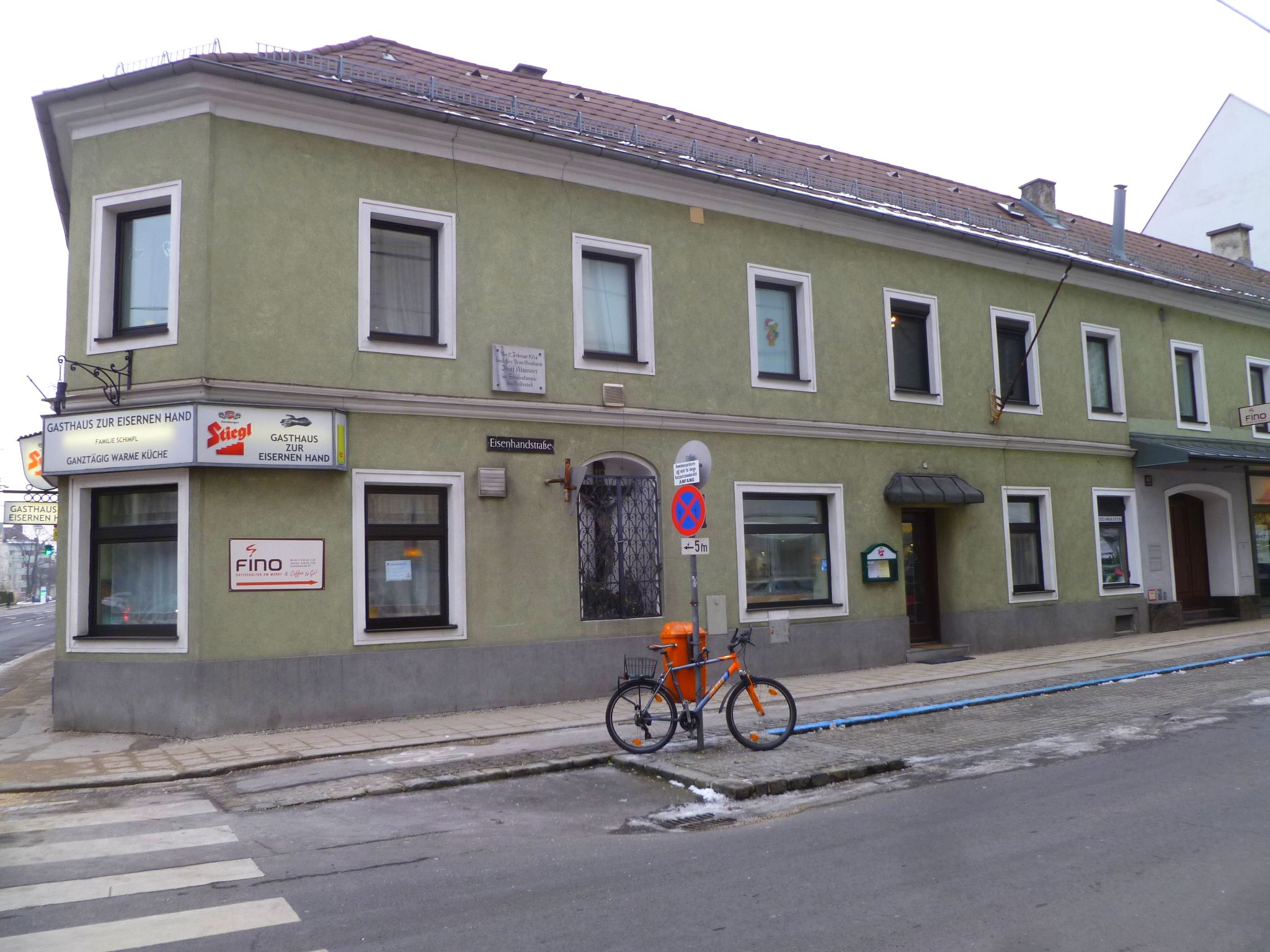
Gasthaus zur Eisernen Hand in Linz heute

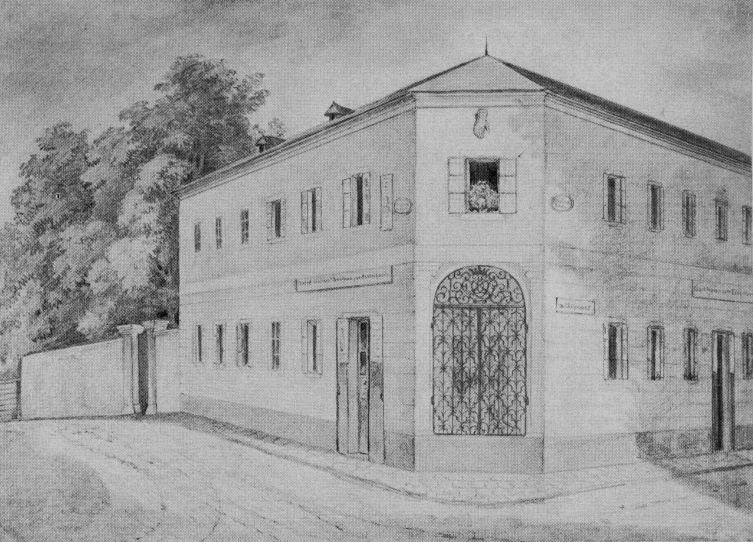
Bleistiftzeichnung der Eisernen Hand von 1935

## Geschichte des Sitzes zur Eisernen Hand
Dieser Ansitz gehörte zum Edelsitz Lustenfelden. Eine förmliche Erhebung zu einem Frei- oder Edelsitz lässt sich nicht nachweisen, allerdings war er noch 1817 in der Landtafel als Edelsitz eingetragen. Die Bezeichnung „Sitz“ geht wohl darauf zurück, dass das Haus im Eigentum bedeutender Persönlichkeiten stand.
Bereits zu Zeiten des Hans Balthasar Kaplan (einem der Besitzer von Lustenfelden) ist nachzuweisen, dass von diesem ein Grundstück zunächst der „eisenen handt“ an Leonhart Perkhmann, Dechant zu Linz und Pfarrer zu Sierning, als freies Eigentum übergeben wurde. Perkhmann verkaufte 1598 das Häusl und den Garten zunächst der „Eisern Handt“ an Oswald von Wysing. Das Haus dürfte demnach von Perkhmann zwischen 1595 und 1598 erbaut worden sein. Trotz der freieigentümlichen Übergabe scheint immer noch ein Obrigkeitsverhältnis zum Grundherrn von Lustenfelden bestanden zu haben. 1610 veräußerte Sara Steininger, Frau des Pflegers der Herrschaft Ennsegg, Haus und Garten an Adam und Magdalena Ulrich aus Kärnten.

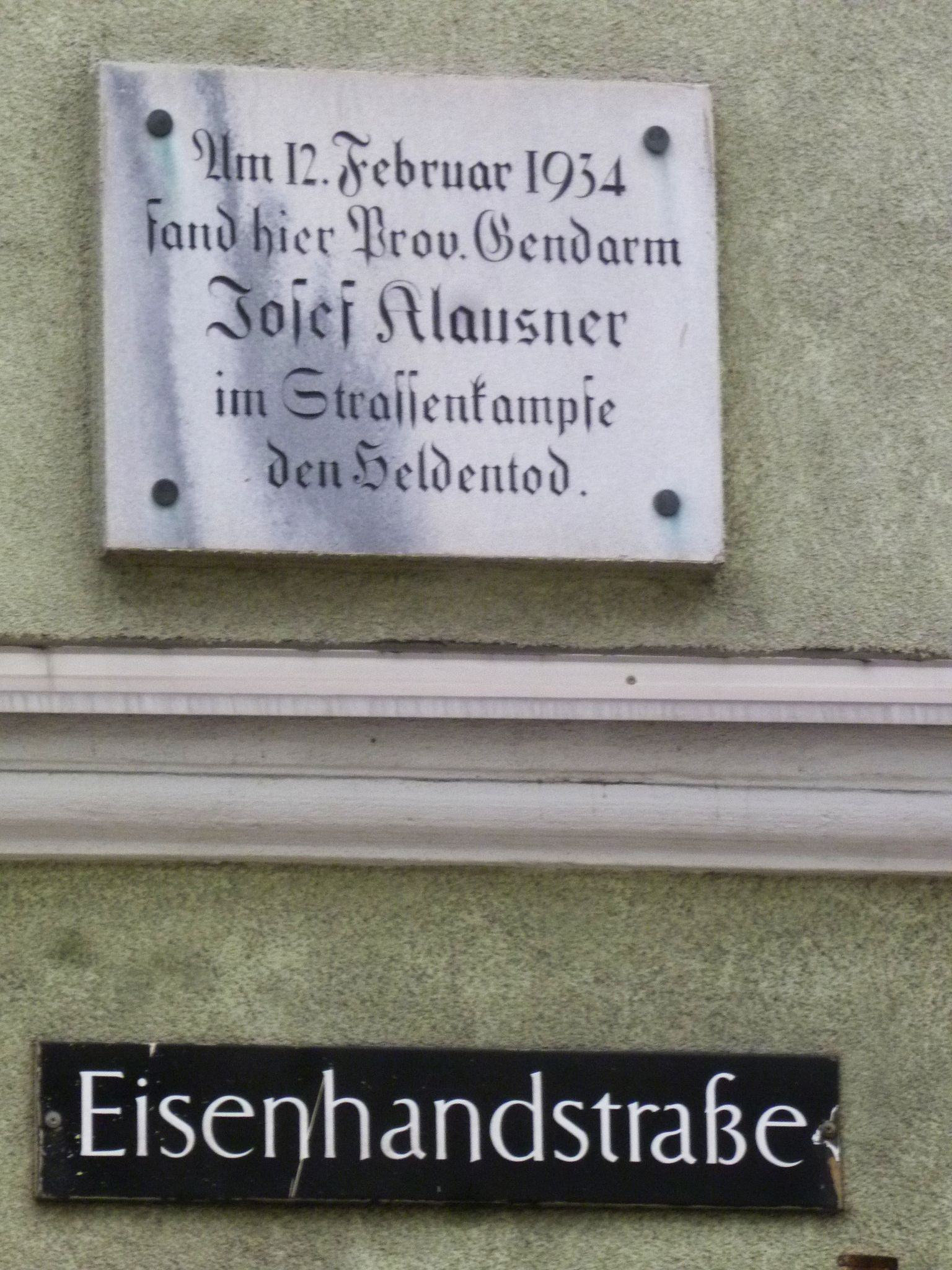
Gedenktafel für Josef Klausner

Wegen der Verschuldung des Kaplan fiel Lustenfelden und somit auch der Sitz zur Eysernen Hand an Helmhart Jörger. Während des Streits des Helmhart Jörgers mit dem Bischof von Passau hat sich Johann Federl von Prambeckhof, Pfleger des Helmhart Jörger auf Steyregg und Lustenfelden, wohl 1631 auf dem Haus zur Eisernen Hand niedergelassen. 1639 verkaufte er seinen Besitz an Wilhalm Mayr, Kriegsrechnungsoffizier der Landschaft ob der Enns. Diesem folgte Johann Hollinger im Besitz nach. Von diesem kamen Haus und Garten zwischen 1664 und 1694 an Hanns Christoph Jagenhueber, Bürger und Gastwirt zu Linz. Noch vor 1700 kam das Haus zur Eisernen Hand an den Tiroler Johann Carl Fieder von Hirschberg. Seit dieser Zeit hat sich für die Eiserne Hand die Bezeichnung „Sitz“ eingebürgert. Franz Anton Ungnad von Weißenwolff hatte Fiegers Güter zurück erworben und verkaufte 1708 den „Sütz Zur Eysern Hanndt“ an Georg Adam Krauß. Auch dieser unterstand weiterhin der Jurisdiktion von Lustenfelden und musste nach dem Gültbuch von Lustenfelden auch Abgaben an den Grundherren leisten.
Das heute noch bestehende Gebäude befindet sich in der Eisenhandstraße von Linz. Erwähnenswert ist auch, dass an dem Gebäude eine Gedenktafel für den während der Februarkämpfe am 12. Februar 1934 erschossenen Gendarmen Josef Klausner angebracht ist. Die früher unter der Dachtraufe angebrachte eiserne Hand befindet sich heute auf dem Gasthausschild.
Im Nebentrakt befindet sich das Theater Tribüne Linz.

## Name
Sicher scheint, dass es bei der Eisernen Hand eine Burgfried- oder Martersäule gegeben hat. Diese steinerne Marktsäule mit einer Eisernen Hand war an Stelle einer früher hölzernen Säule errichtet worden, die von Helmhart Jörger niedergerissen und Stücke zerschlagen worden war. Vermutlich wollte er Rechtsansprüchen der Stadt Linz zuvorkommen, die aus einem solchen Symbol der städtischen Gerichtsbarkeit hätten abgeleitet werden können. Deshalb kam es darüber zu einer Auseinandersetzung zwischen Linz und dem Helmhart Jörger. Später wiederholte sich dieser Streit mit dem nächsten Besitzer David Ungnad von Weissenwolff; damals sollte auf Befehl von Kaiser Ferdinand III. auf allen Burgfriedsäulen ein Spruch zum Angedenken an die Beendigung des Dreißigjährigen Krieges folgenden Inhalts angebracht werden: „Lob/Preiß und Danck dem Friedens-GOTT / Der uns geführt auß Krieges-Noth.“ Der Besitzer des Sitzes David Ungnad von Weissenwolff widersetzte sich aber der Errichtung einer solchen Säule, so dass der Linzer Magistrat diesem kaiserlichen Befehl nicht nachkommen konnte.
Diese Säule war offensichtlich namensgebend für den Sitz bei der Eisernen Hand. Entsprechend sind auch die früheren Bezeichnungen des Gartens „zunächst der Eisern Handt“  oder „Sütz Zur Eysern Hanndt“ zu deuten.

## Namensdeutungen

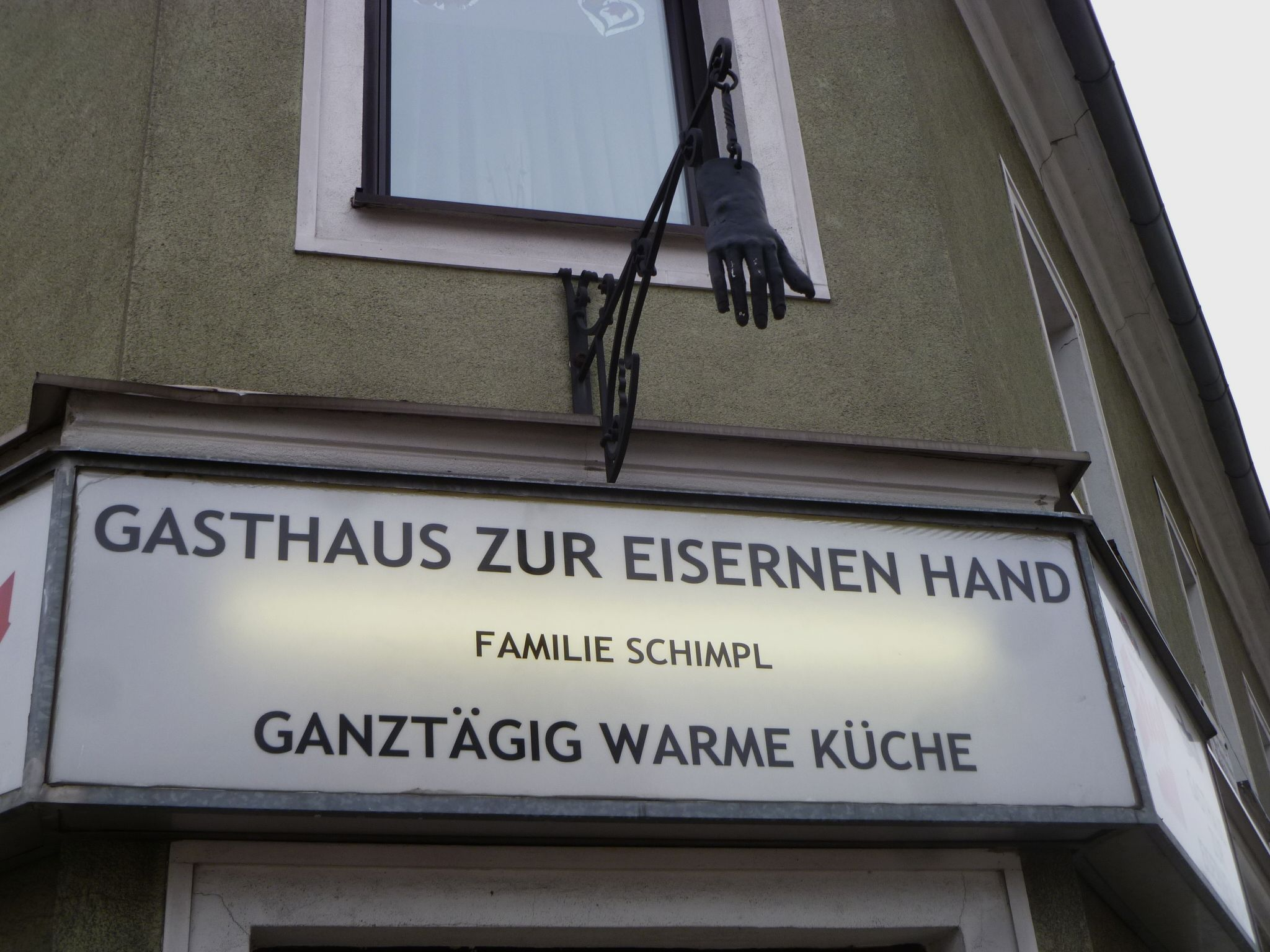
Gasthausschild mit der eisernen Hand

Um die Bezeichnung „Eiserne Hand“ ranken sich mehrere Deutungsversuche. Eine häufig anzutreffende Variante bezieht sich auf einen eisernen Wegweiser, der zu verschiedenen Zwecken errichtet werden konnte (vgl. etwa auch die „Eiserne Hand“ in Bad Leonfelden als ehemaliges Aushängezeichen für das Marktrecht).
Eine sagenhafte Erklärung für den Linzer Freisitz stellt eine Verbindung zu einem adeligen Fräulein her, das in dem Haus wohnte und einen so wilden Hund besessen haben soll, dass man diesen nur mit einem eisernen Handschuh füttern konnte. Aber auch diesen soll der Hund zerbissen haben; zum Wahrzeichen wurde dann eine eiserne Hand an dem Haus angebracht. Eventuell ist diese Deutung aber erst entstanden, als die Ungnad von Weißenwolff (ab 1635) im Besitz dieses Hauses waren und in ihrem Wappen einen weißen Wolf führten.
Eine weitere sagenhafte Deutung bezieht sich auf ein nicht eingehaltenes Eheversprechen der Tochter des angeblichen Besitzers der Eisernen Hand, weswegen der geprellte Freier seinen Konkurrenten festnehmen ließ und diesen hinrichten lassen wollte. Dabei sollte ihm zuerst die Hand und dann der Kopf abgeschlagen werden. Das Richtschwert durchschlug aber den Eisenhandschuh nicht; zudem stellte sich heraus, dass nicht der Konkurrent, sondern die wortbrüchige Tochter in der Rüstung steckte. Das hat ihren Vater dann dazu bewogen, dass er sie befreite und die Eiserne Hand an die Pforte seines Freisitzes nageln ließ. Auch dieser Deutungsversuch geht in die Irre, da die angesprochenen Namen der Besitzer mit der Historie in keiner Weise übereinstimmen.